# Endasys gracilis
Endasys gracilis là một loài tò vò trong họ Ichneumonidae.